# Estadio Único Diego Armando Maradona
El Estadio Único Diego Armando Maradona es un recinto deportivo multiusos propiedad de la Provincia de Buenos Aires, ubicado en la ciudad de La Plata, Argentina. Se sitúa en la intersección de las avenidas 25 y 32, y pertenece a la Jefatura de Gabinete de Ministros, siendo su director ejecutivo Pablo Vecchio.
Fue inaugurado el 7 de junio de 2003, con un evento que se desarrolló con un recital de Los Nocheros. Para ese entonces, era considerado el estadio más moderno de América Latina.
Su nombre original fue «Ciudad de La Plata», aunque desde su misma inauguración se lo conocía popularmente como «Único de La Plata». Sin embargo, el 18 de diciembre de 2020, el gobernador de la provincia de Buenos Aires, Axel Kicillof, anunció que se le incluiría, en su homenaje, el nombre de Diego Armando Maradona a la denominación oficial del recinto.
El estadio ha sido sede de numerosos eventos de gran importancia, tales como finales de copas nacionales e internacionales (Copa Sudamericana 2008 y Copa Libertadores 2009), así como también de la Copa América 2011 y la Copa Mundial FIFA Sub-20 2023. Durante más de una década, aunque no de manera regular, entre 2006 y 2019, el equipo de fútbol de Estudiantes de La Plata ofició de local en este recinto, dada la reconstrucción de su estadio: el UNO Jorge Luis Hirschi.

## Historia
Inaugurado parcialmente el 7 de junio de 2003, y completadas las obras proyectadas el 17 de febrero de 2011, el estadio Ciudad de La Plata es uno de los más modernos del país. Lo utilizó con regularidad, en condición de local y durante más de una década, Estudiantes de La Plata. Fue entre 2006 y 2009 y luego entre 2011 y 2019, año en el que reinauguró su histórica cancha, el Estadio Jorge Luis Hirschi. También lo utilizó Gimnasia y Esgrima, entre 2006 y 2008, cuando volvió a habilitar su estadio; y La Plata Fútbol Club, durante partidos correspondientes al Torneo Federal B. No obstante, tanto Estudiantes como Gimnasia pueden actuar como local cada vez que así lo decidieran. Asimismo, esporádicamente, se han organizado partidos de fútbol de la selección argentina.
Se encuentra ubicado dentro de un predio parquizado entre las avenidas 32 y 526, 25 y la calle 21. Estos terrenos contienen, también, un pequeño estadio de rugby y el CEF, «Centro de Educación Física», donde suelen realizarse eventos intercolegiales con escuelas de la zona, como la de Educación Media Nº31, más conocida como el Comercial San Martín.

### Comienzos

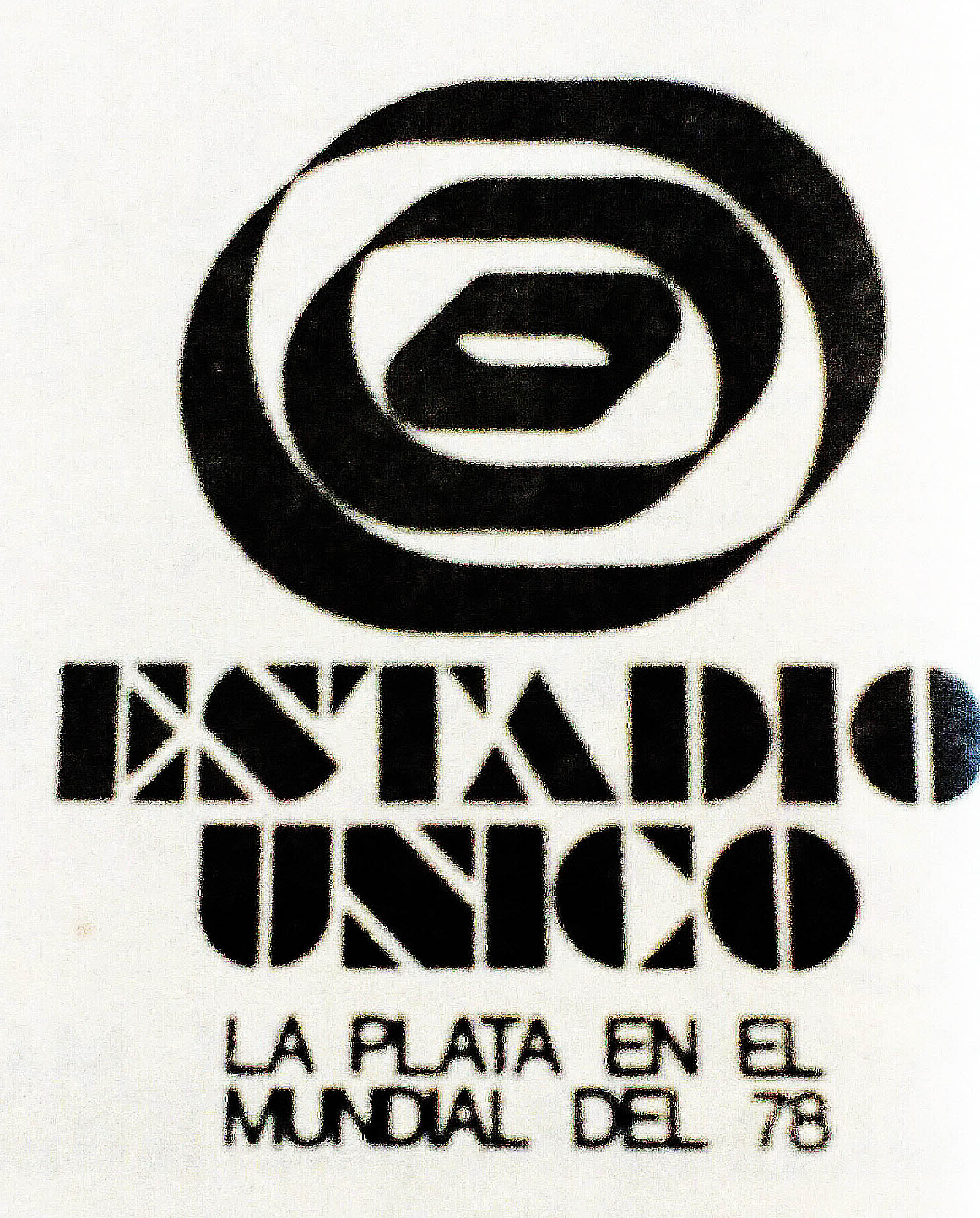
Emblema para la pre-candidatura del Mundial de Fútbol 1978.

La idea del proyecto comenzó en 1947, cuando el entonces gobernador Domingo Mercante expropió el predio ubicado en el cruce de las avenidas 32 y 25 y conformó el Complejo Deportivo La Plata.
Ya en 1972, al candidatear a La Plata como subsede de la Copa Mundial de Fútbol de 1978, el Estado nacional promovió el primer Concurso de Anteproyectos para el llamado Estadio Único. Se proponía un amplio predio de propiedad municipal junto a la estación Ringuelet del Ferrocarril General Roca, al cual se pretendían sumar terrenos que debían expropiarse. En esa ocasión, fue elegido ganador el anteproyecto del estudio Antonini-Schon-Zemborain, que sin embargo no fue construido.
En 1989, a partir de la convocatoria del Gobierno de la Provincia de Buenos Aires y de la Municipalidad de La Plata, los clubes platenses más relevantes, Estudiantes y Gimnasia, constituyeron una comisión para la construcción y la administración de un complejo dedicado, integralmente, a la práctica de fútbol y otras disciplinas deportivas.
Así, tras analizar varias alternativas, se determinó la construcción de la cancha en el terreno del Centro de Educación Física N.º 2, dado que reunía las mejores condiciones de localización y accesibilidad. Y en enero de 1992 se promulgó la ley 11.118, la cual establecía afectar ese predio para la construcción de la misma.

### Construcción

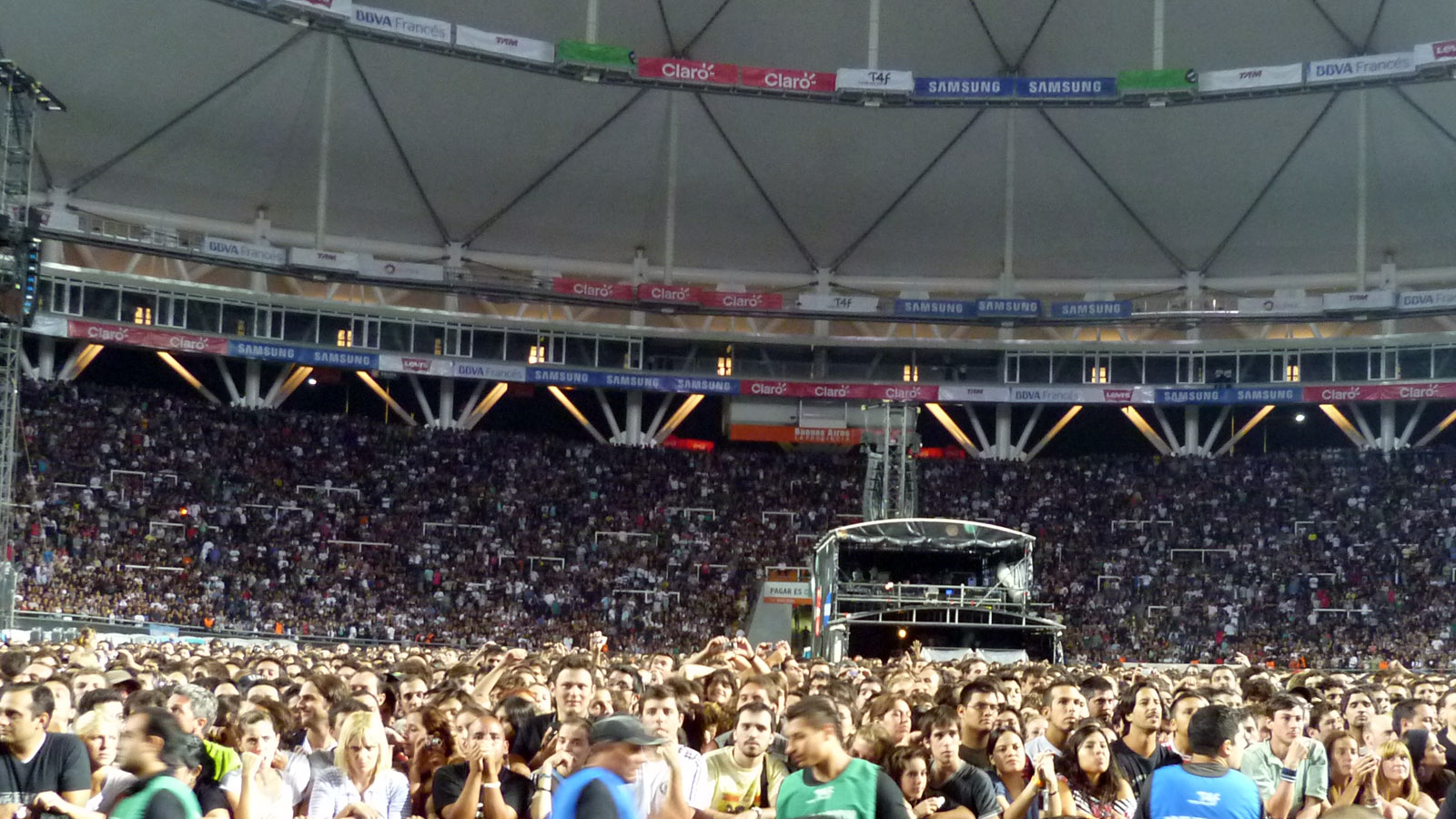
Interior del estadio durante el U2 360° Tour.

El 21 de abril de 1992 quedó establecida la «Fundación Estadio Ciudad de La Plata», institución integrada igualitariamente por representantes de los clubes Estudiantes y Gimnasia. Luego se llamó a Concurso Nacional de Anteproyectos, junto a los Colegios de Arquitectos e Ingenieros, y en abril de 1993, sobre un total de 79 trabajos, el jurado (integrado por la Fundación, los Colegios profesionales y un representante de los participantes) le otorgó el primer premio a la propuesta del arquitecto argentino Roberto Ferreira, quien reside en Barcelona, España.
En 1996 se estableció por ley que el Poder Ejecutivo provincial se adjudicaba la administración y ejecución de las obras; y al año siguiente, que la Unidad Ejecutora convocaba a concurso público de ofertas para la ejecución del trabajo.
Un año después se comenzaron a construir los soportes del techo. Y en 1998, el gobernador Eduardo Duhalde y el intendente de La Plata, Julio Alak, colocaron la piedra fundacional para dar oficialmente inicio a los trabajos en el Estadio.
Las obras también estuvieron detenidas por problemas económicos y sindicales, en 2000, por lo que, ya con Eduardo Duhalde como Presidente de la Nación, se llamó a una nueva licitación para la adjudicación de la inversión con vistas a su habilitación en mayo de 2003.

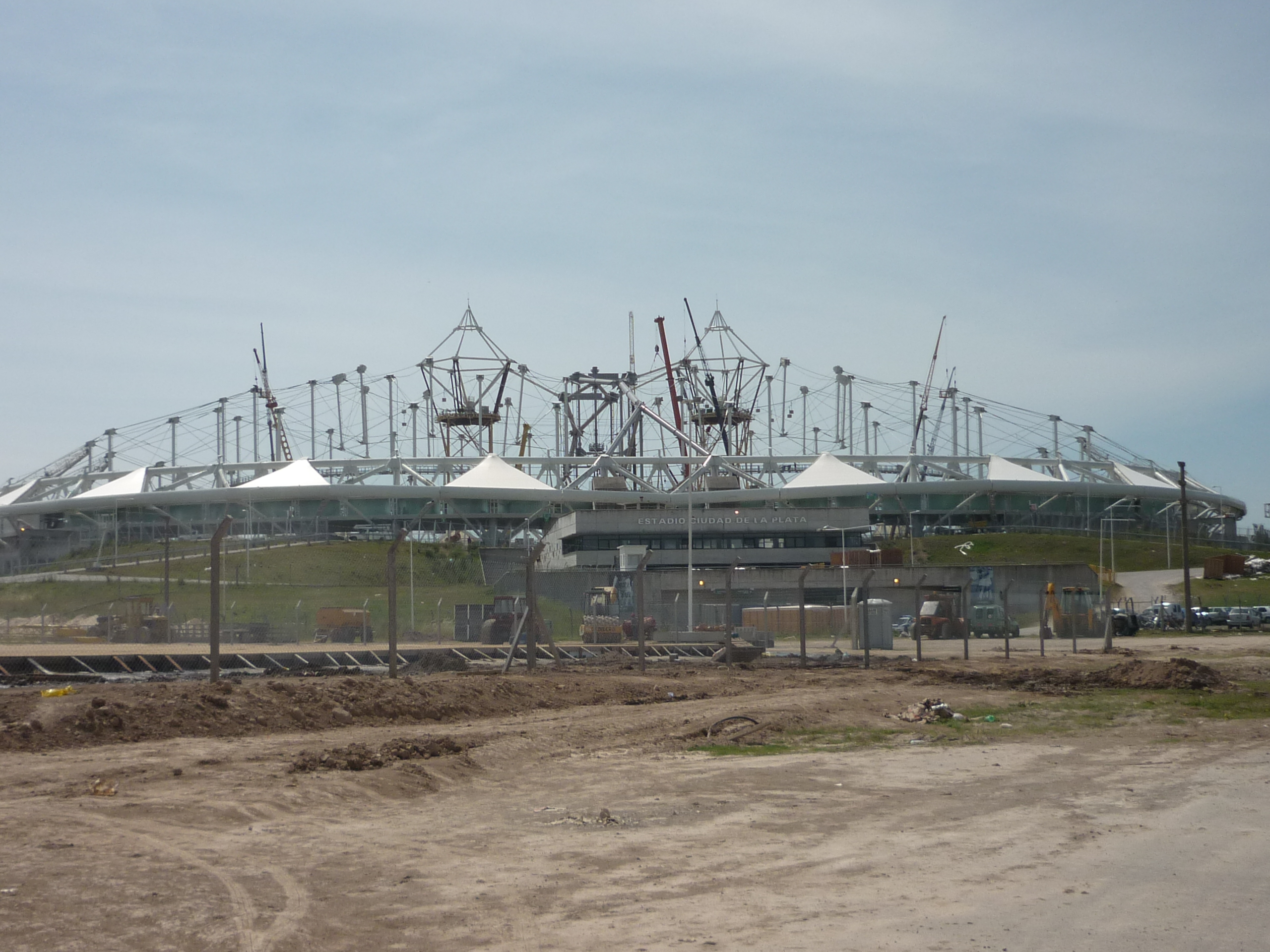
Las obras en la cubierta en 2010.

La inauguración se realizó el 7 de junio de ese año, evento que se desarrolló con un recital de Los Nocheros y que contó con la presencia de las autoridades nacionales y provinciales más destacadas, como así también del mandatario de la AFA, Julio Grondona. Una semana después, se jugó el primer partido oficial, entre Villa San Carlos, de Berisso, y Acassuso, por los cuartos de final del Torneo Reducido de Primera "C" 2002/03.
Pese a que ambos clubes platenses utilizaron este estadio en sus comienzos (Gimnasia lo inauguró en partidos oficiales de Primera División, en 2006, ante Arsenal), Estudiantes estuvo casi un año sin hacer de local en él por un litigio que mantenía el club con el entonces mandatario de La Plata, Julio Alak, que no permitía la modificación de las leyes y ordenanzas que favorecieran la remodelación del estadio que la institución posee en 57 y 1.
Así, luego de varios pasos judiciales entre Estudiantes, la administración provincial y la municipal, y tras la asunción de Pablo Bruera como intendente platense, en 2008 se llegó a un acuerdo definitivo por el cual el club podrá reformar y modernizar su cancha con una capacidad límite de 30.000 espectadores sentados.
Una vez terminado el litigio, los presidentes de Estudiantes y Gimnasia, junto con el gobernador de la Provincia de Buenos Aires, Daniel Scioli, se reunieron y fijaron la fecha de finalización completa del Estadio, incluyendo la colocación de la cubierta del sector de tribunas y plateas, para fines de 2010.
Tras permanecer cerrado por estas reformas desde julio de 2009 (exceptuando el permiso otorgado para la disputa del clásico entre Estudiantes y Gimnasia del Torneo Apertura 2009), finalmente el estadio fue reinaugurado el 17 de febrero de 2011. Estudiantes de La Plata y Deportes Tolima de Colombia, por la Copa Libertadores 2011, jugaron el primer encuentro oficial tras la reapertura, el 23 de febrero.

## Atributos

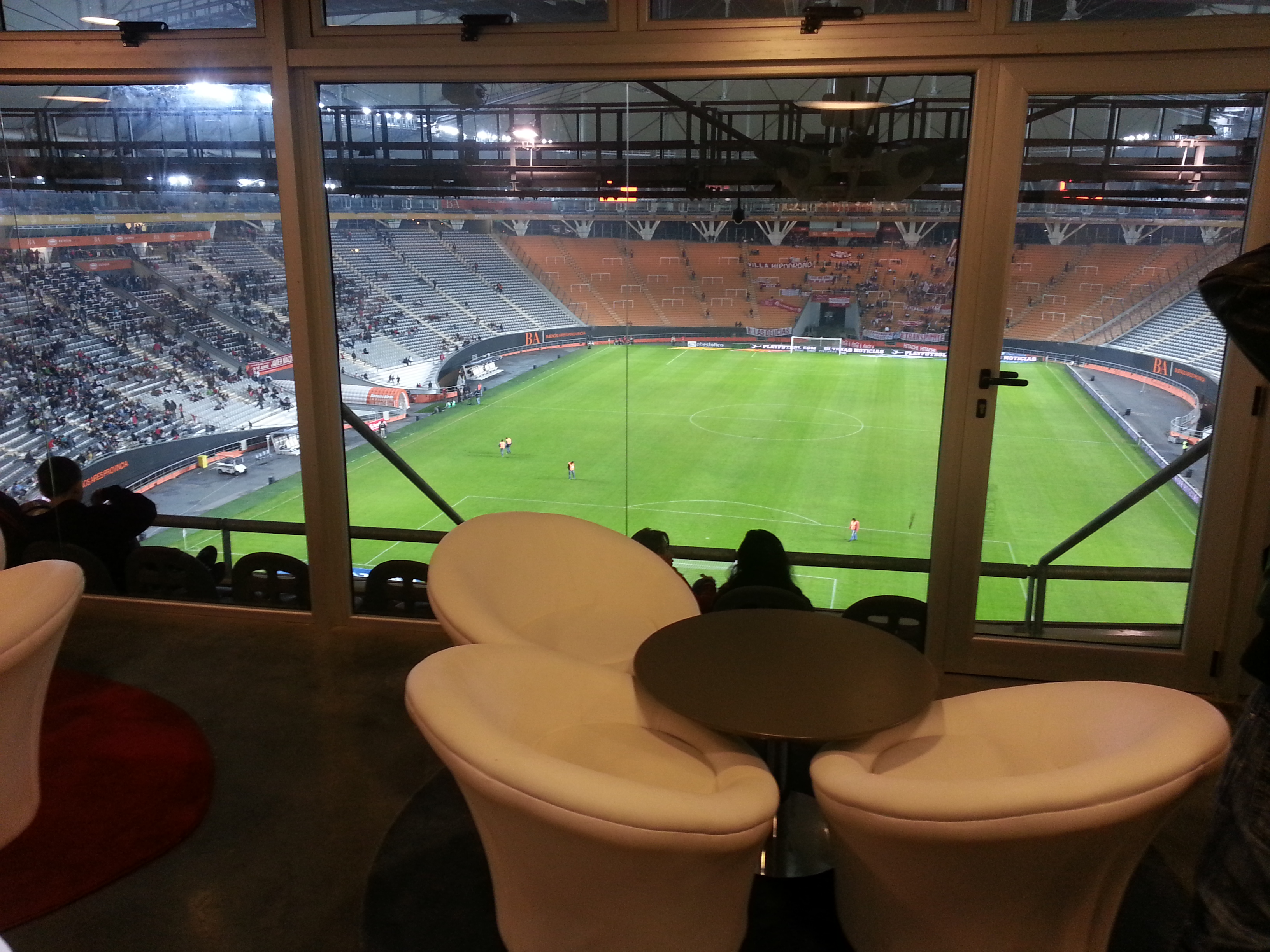
Palcos superiores de la Cabecera Norte.

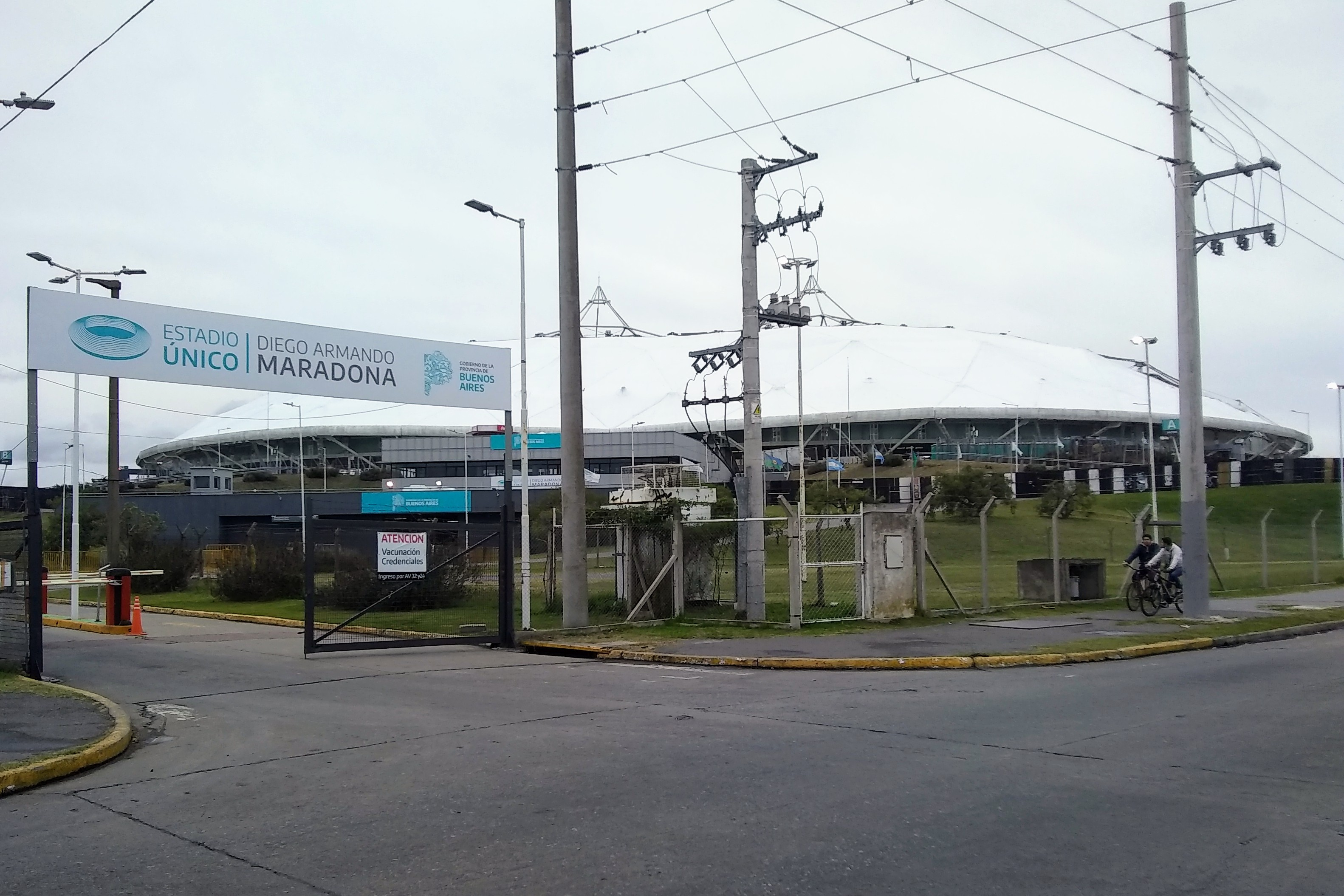
Acceso principal, sobre avenida 25, con la indicación de su nueva denominación: Estadio Único «Diego Armando Maradona».

El estadio cuenta, según el proyecto original, con los siguientes atributos:[cita requerida]

### Para la prensa
- 204 lugares para la prensa escrita, ampliables a 1000.
- 24 cabinas de radio/TV.
- Una sala de entrevistas con estudio de TV.
- Una sala de conferencias para 200 personas.
- Una sala de comunicaciones.

### Para jugadores, cuerpos técnicos y árbitros
- 4 vestuarios de jugadores (2 en cada edificio de apoyo), que incluyen gimnasio de precalentamiento, salas de masajes y piletas de inmersión.
- 3 vestuarios para árbitros y comisarios deportivos.

### Para espectadores preferenciales
- 440 butacas preferenciales, divididas en dos plateas.
- 1 palco presidencial (para 22 personas con baño, office y aire acondicionado).
- 22 palcos tipo A (para 18 personas).
- 44 palcos tipo B (para 15 personas).
- 120 palcos tipo C (para 15 personas).
- 2 salas para autoridades con cafetería y sanitarios.

### Para espectadores en general
- 40 000 espacios para espectadores sentados.
- 13 000 espacios para espectadores parados.
- Un restaurante para 400 personas.
- Un restaurante para 150 personas.
- Un edificio para cáterin de comidas.
- 12 cafeterías para público.
- 12 grupos sanitarios para ambos sexos.
- 8 grupos sanitarios para discapacitados.
- 357 localidades para discapacitados.
- 1 local central para primeros auxilios.
- 8 grupos para primeros auxilios.
- 2 boleterías de venta anticipada.
- 5500 estacionamientos para automóviles.
- 100 estacionamientos para ómnibus.
- 2 boleterías con 18 ventanillas cada una.
- 1 circuito aeróbico de 2200 m con 12 estaciones para ejercicios físicos.
- 1 helipuerto.
- 4 grupos de baños y cafeterías para uso público.

## Eventos y otros usos
En 2008, el Estadio Ciudad de La Plata fue por primera vez sede de una final internacional, en el partido de ida de la instancia decisiva de la Copa Sudamericana que enfrentó a Estudiantes de La Plata con Inter de Porto Alegre; y sólo siete meses después, escenario del primer encuentro de la final de la Copa Libertadores 2009, que consagró campeón al equipo platense tras derrotar a Cruzeiro en el Estadio Mineirão de Belo Horizonte.
También se organizaron conciertos de los grupos de rock más populares de Argentina, como La Renga y Los Piojos, y recitales del exlíder y cantante de Patricio Rey y sus Redonditos de Ricota, el Indio Solari.
Aunque tiene capacidad para albergar a 53.000 espectadores, en partidos oficiales de Primera División y competencias internacionales, el Comité Provincial de Seguridad Deportiva habilita el estadio para un máximo de 40.000 personas, como ocurrió en las dos finales continentales y en el clásico platense del 29 de agosto de 2009, donde Estudiantes fue local, que por primera vez se disputó sin la presencia de la parcialidad visitante.
En 2011, el Estadio Ciudad de La Plata fue la sede principal de la Copa América de Fútbol, que tras 24 años volvió a disputarse en Argentina, con cabecera en siete provincias del país. También se organizaron recitales internacionales: entre los meses de marzo y abril brindaron tres conciertos la banda irlandesa U2 y, como teloneros, los británicos Muse, a los cuales asistieron 172.000 personas; el 8 de octubre realizó un concierto la banda estadounidense Guns N' Roses; el 28 del mismo mes se presentó Aerosmith; y en noviembre, el grupo estadounidense Pearl Jam y la cantante pop Britney Spears. Entre 2012 y 2014, también pasaron, por este escenario, Charly García, Black Sabbath, Megadeth y Metallica.
Un año después, el estadio fue escenario de un partido de rugby entre Los Pumas y los All Blacks, el 29 de septiembre, como parte del Rugby Championship 2012, evento que se repitió durante las ediciones del Rugby Championship de 2013 y 2014.
En los últimos años, fue el escenario de la definición de la Supercopa Argentina 2016 y el campo deportivo principal de la Copa Mundial de Fútbol Sub-20 2023 (fue sede de las semifinales, del partido por el tercer puesto y de la final) organizada en Argentina.

### Pista de automovilismo

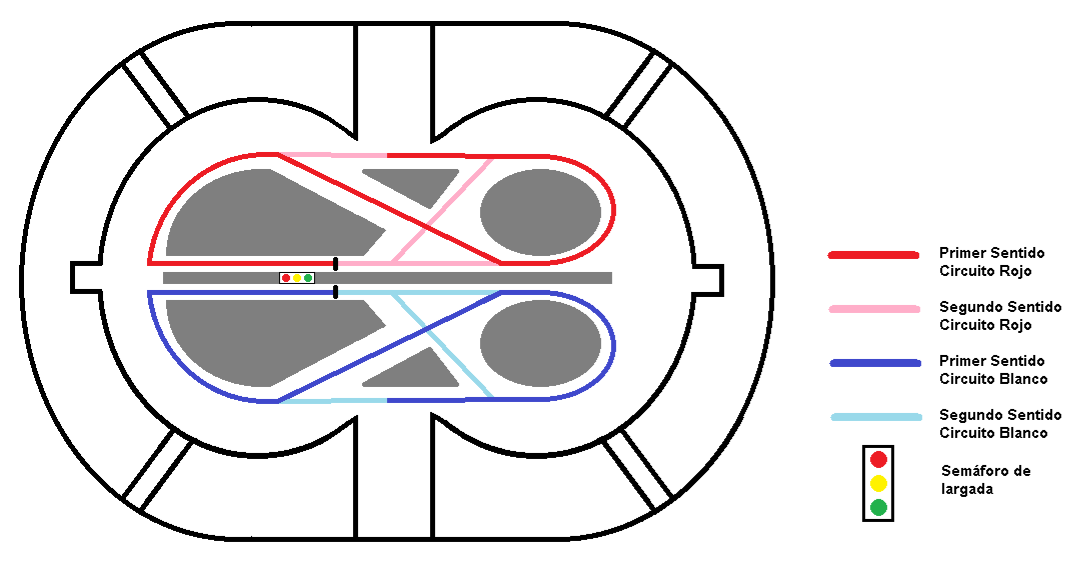
Croquis del circuito desmontable improvisado por la CDA, del Automóvil Club Argentino, para la competencia especial del Súper TC 2000.

A fines de 2012, y con el objetivo de desarrollar una competencia especial dentro de este estadio durante 2013, la dirigencia del Turismo Competición 2000 realizó una serie de tratativas con el Gobierno de la Provincia de Buenos Aires para la concreción de la carrera. Logrado el acuerdo, comenzaron las pruebas de los vehículos, debiendo, para esto, retirarse el césped removible, dejando al descubierto la base de cemento sobre la cual se dispone el campo de juego.
La 10° fecha del calendario 2013 del Súper TC 2000 se organizó, finalmente, en el Estadio Único de La Plata, improvisando un circuito desmontable, apto para competencias «mano a mano» entre dos vehículos, con modalidad de «carreras espejo» en las cuales los competidores corren en eliminatorias de ida y vuelta.

## Proyectos a futuro
Una vez finalizada la tercera etapa de reformas en 2011, resta concluir la construcción del Complejo Polideportivo y cubrir con butacas la totalidad de los espacios reservados para las plateas y las gradas.

## Partidos de la Selección Argentina de fútbol

### Partidos amistosos
| 16 de julio de 2003 | Argentina        | 2:2 (2:2) | Uruguay                             | Estadio Ciudad de La Plata, La Plata                          |                                                               |
| 21:00 (UTC-3)       | D. Milito 5', 9' | Reporte   | Chevantón 7' · G. Milito 36' (a.g.) | Asistencia: 35 000 espectadores Árbitro(s): Epifanio González | Asistencia: 35 000 espectadores Árbitro(s): Epifanio González |

| 7 de junio de 2014 | Argentina               | 2:0 (1:0) | Eslovenia | Estadio Ciudad de La Plata, La Plata                       |                                                            |
| 15:45 (UTC-3)      | Álvarez 12' · Messi 76' | Reporte   |           | Asistencia: 53 000 espectadores Árbitro(s): Martín Vázquez | Asistencia: 53 000 espectadores Árbitro(s): Martín Vázquez |

### Copa América 2011
| 1 de julio de 2011 | Argentina  | 1:1 (0:0) | Bolivia   | Estadio Ciudad de La Plata, La Plata, Argentina             |                                                             |
| 21:45 (UTC-3)      | Agüero 75' | Reporte   | Rojas 47' | Asistencia: 52 710 espectadores Árbitro(s): Roberto Silvera | Asistencia: 52 710 espectadores Árbitro(s): Roberto Silvera |

## Eventos deportivos

### Copa América 2011
El Estadio Ciudad de La Plata albergó seis partidos de dicha competición continental, entre el 1 y el 23 de julio: el partido inaugural, perteneciente al grupo A; uno por el B; uno por el C; uno por cuartos de final; uno por semifinal y otro por el tercer puesto.

#### Primera fase
| 1 de julio de 2011, 21:45 (GMT-3) | Argentina  | 1:1 (0:0) Grupo A | Bolivia   | Estadio Ciudad de La Plata, La Plata                                  |                                                                       |
|                                   | Agüero 75' | Reporte           | Rojas 47' | Asistencia: 52.700 espectadores Árbitro(s): Roberto Silvera (Uruguay) | Asistencia: 52.700 espectadores Árbitro(s): Roberto Silvera (Uruguay) |

| 3 de julio de 2011, 16:00 (GMT-3) | Brasil | 0:0 (0:0) Grupo B | Venezuela | Estadio Ciudad de La Plata, La Plata                              |                                                                   |
|                                   |        | Reporte           |           | Asistencia: 35.000 espectadores Árbitro(s): Raúl Orosco (Bolivia) | Asistencia: 35.000 espectadores Árbitro(s): Raúl Orosco (Bolivia) |

| 12 de julio de 2011, 21:45 (GMT-3) | Uruguay     | 1:0 (1:0) Grupo C | México | Estadio Ciudad de La Plata, La Plata |                                   |
|                                    | Pereira 14' | Reporte           |        | Árbitro(s): Raúl Orosco (Bolivia)    | Árbitro(s): Raúl Orosco (Bolivia) |

#### Cuartos de final
| 17 de julio de 2011, 16:00 (GMT-3) | Brasil                                     | 0:0 Cuartos de Final (0:2 p.) | Paraguay                         | Estadio Ciudad de La Plata, La Plata                                    |                                                                         |
|                                    |                                            | Reporte                       |                                  | Asistencia: 36.000 espectadores Árbitro(s): Sergio Pezzotta (Argentina) | Asistencia: 36.000 espectadores Árbitro(s): Sergio Pezzotta (Argentina) |
|                                    |                                            | Tiros desde el punto penal    |                                  |                                                                         |                                                                         |
|                                    | Elano · Thiago Silva · André Santos · Fred |                               | Barreto · Estigarribia · Riveros |                                                                         |                                                                         |

#### Semifinal
| 19 de julio de 2011, 21:45 (GMT-3) | Perú | 0:2 (0:0) Semifinal | Uruguay         | Estadio Ciudad de La Plata, La Plata                              |                                                                   |
|                                    |      | Reporte             | Suárez 52', 57' | Asistencia: 36.000 espectadores Árbitro(s): Raúl Orozco (Bolivia) | Asistencia: 36.000 espectadores Árbitro(s): Raúl Orozco (Bolivia) |

#### Tercer Puesto
| 23 de julio de 2011, 16:00 (GMT-3) | Perú                                  | 4:1 (1:0) Tercer puesto | Venezuela  | Estadio Ciudad de La Plata, La Plata                                 |                                                                      |
|                                    | Chiroque 41' · Guerrero 63' 89' 90+2' | Reporte                 | Arango 77' | Asistencia: 20.000 espectadores Árbitro(s): Wilmar Roldán (Colombia) | Asistencia: 20.000 espectadores Árbitro(s): Wilmar Roldán (Colombia) |

### Rugby Championship

#### 2012
| 29 de septiembre de 2012 | Argentina | 15 - 54 | Nueva Zelanda | Estadio Ciudad de La Plata, La Plata                    |                                                         |
|                          |           | Reporte |               | Asistencia: 53.000 espectadores Árbitro(s): Jaco Peyper | Asistencia: 53.000 espectadores Árbitro(s): Jaco Peyper |

#### 2013
| 28 de septiembre de 2013 | Argentina | 15 - 33 | Nueva Zelanda | Estadio Ciudad de La Plata, La Plata                    |                                                         |
|                          |           | Reporte |               | Asistencia: 53.000 espectadores Árbitro(s): Jaco Peyper | Asistencia: 53.000 espectadores Árbitro(s): Jaco Peyper |

#### 2014
| 27 de septiembre de 2014 | Argentina                                                                                | 13 - 34 | Nueva Zelanda | Estadio Ciudad de La Plata, La Plata                      |                                                           |
|                          | Tries Agulla 78' Conversiones González Iglesias (1/1) 79' Penales Sánchez (2/3) 16', 35' | Reporte | Tries 11' Smith 24' Dagg 56' Savea 67' TJ Perenara Conversiones 12', 25', 57', 68' Barrett (4/4) Penales 3', 8' Barrett (2/2) | Asistencia: 53.000 espectadores Árbitro(s): Craig Joubert | Asistencia: 53.000 espectadores Árbitro(s): Craig Joubert |

## Principales conciertos
| País                                                | Artista                                               | Año                      | Asistencia                         |
| --------------------------------------------------- | ----------------------------------------------------- | ------------------------ | ---------------------------------- |
| Bandera de España                                   | Joan Manuel Serrat                                    | 2004                     | 7.000                              |
| Bandera de Argentina                                | Los Piojos                                            | 2004/2007/2024/2025      | 35.000                             |
| Bandera de Argentina                                | Indio Solari (2) (2)                                  | 2005/2008                | +80.000 (45.000 personas por show) |
| Bandera de Puerto Rico                              | Chayanne                                              | 2007                     | 35.000                             |
| Bandera de Argentina                                | La Renga                                              | 2007/2009/2022/2024/2025 | 40.000                             |
| Bandera de Uruguay                                  | La Vela Puerca                                        | 2008                     | 35.000                             |
| Bandera de Uruguay                                  | No Te Va Gustar                                       | 2009/2012/2014/2017/2021 | 35.000                             |
| Bandera de Argentina                                | Los Fabulosos Cadillacs                               | 2009                     | 40.000                             |
| Bandera de Irlanda · Bandera del Reino Unido        | U2 / Muse (3)                                         | 2011                     | 180.000                            |
| Bandera de Estados Unidos                           | Guns N' Roses                                         | 2011                     | 45.000                             |
| Bandera de Estados Unidos                           | Aerosmith                                             | 2011/2016                | 45.000                             |
| Bandera de Estados Unidos                           | Pearl Jam / X                                         | 2011/2015                | 45.000                             |
| Bandera de Estados Unidos                           | Britney Spears                                        | 2011                     | 30.000                             |
| Bandera de Argentina                                | Las Pastillas del Abuelo                              | 2012/2013/2014           |                                    |
| Bandera de Argentina                                | Charly García                                         | 2012                     |                                    |
| Bandera del Reino Unido · Bandera de Estados Unidos | Black Sabbath / Megadeth                              | 2013                     | 40.000                             |
| Bandera de Argentina                                | Las Pelotas / Dread Mar-I / Los Auténticos Decadentes | 2013                     | 30.000                             |
| Bandera de Estados Unidos                           | Metallica (2)                                         | 2014                     | +100.000                           |
| Bandera de Argentina                                | Abel Pintos (2)                                       | 2014/2018                | 35.000                             |
| Bandera de Estados Unidos · Bandera del Reino Unido | Foo Fighters / Kaiser Chiefs                          | 2015                     | 45.000                             |
| Bandera de Estados Unidos                           | Romeo Santos                                          | 2015                     | 30.000                             |
| Bandera del Reino Unido                             | The Rolling Stones (3)                                | 2016                     | 135.000                            |
| Bandera del Reino Unido                             | Coldplay (2) (2)                                      | 2016/2017                | +100.000                           |
| Bandera del Reino Unido                             | Paul McCartney (2)                                    | 2016                     | +100.000                           |
| Bandera del Reino Unido                             | Ed Sheeran                                            | 2017                     | 35.000                             |
| Bandera de Argentina                                | Los Caballeros de la Quema                            | 2017                     |                                    |
| Bandera de Estados Unidos · Bandera del Reino Unido | Guns N' Roses / The Who                               | 2017                     | 48.000                             |
| Bandera de Irlanda · Bandera del Reino Unido        | U2 / Noel Gallagher's High Flying Birds (2)           | 2017                     | 110.000 (55.000 personas por show) |
| Bandera de Estados Unidos                           | Bruno Mars / DNCE                                     | 2017                     | 40.000                             |
| Bandera del Reino Unido                             | Depeche Mode                                          | 2018                     | 45.000                             |
| Bandera del Reino Unido                             | Roger Waters                                          | 2018                     | 50.000                             |
| Bandera de España                                   | Ska-P                                                 | 2019                     | 35.000                             |
| Bandera de España                                   | La Polla Records                                      | 2020                     | 25.000                             |
| Bandera de Argentina                                | Los Fundamentalistas del Aire Acondicionado           | 2021/2024                |                                    |
| Bandera de Argentina                                | Tan Biónica (2)                                       | 2023                     |                                    |